# Scottish FA Cup 1930/31
Der Scottish FA Cup wurde 1930/31 zum 53. Mal ausgespielt. Der wichtigste Fußball-Pokalwettbewerb im schottischen Vereinsfußball wurde vom Schottischen Fußballverband geleitet und ausgetragen. Er begann am 17. Januar 1931 und endete mit dem Wiederholungsfinale am 15. April 1931 im Hampden Park von Glasgow. Als Titelverteidiger starteten die Glasgow Rangers in den Wettbewerb, die im Finale des Vorjahres gegen Partick Thistle gewannen. Die Rangers schieden bereits in der 2. Runde gegen den FC Dundee aus. Im diesjährigen Endspiel um den schottischen Pokal standen sich Celtic Glasgow und der FC Motherwell gegenüber. Für Celtic war es das insgesamt 19. Endspiel seit 1889 im schottischen Pokal. Der FC Motherwell erreichte zum ersten Mal das Finale. Die Bhoys gewannen nach einem 2:2 im ersten Spiel das Wiederholungsfinale mit 4:2, und damit zum 13. Mal den Pokalsieg. Zwei Jahre später verlor Well erneut das Finale gegen Celtic. Die schottische Meisterschaft gewannen die  Rangers vor Celtic und Well. 

## 1. Runde
Ausgetragen wurden die Begegnungen am 17. Januar 1931. Die Wiederholungsspiele fanden am 21. und 25. Januar 1931 statt.
|                         | Ergebnis |                        |
| ----------------------- | -------- | ---------------------- |
| FC Aberdeen             | 6:1      | FC Dumbarton           |
| Albion Rovers           | 6:0      | FC Vale of Leithen     |
| Alloa Athletic          | 2:0      | FC Dalbeattie Star     |
| FC Arbroath             | 7:1      | FC Moorpark            |
| FC Armadale             | 1:7      | Glasgow Rangers        |
| Ayr United              | 11:2     | FC Clackmannan         |
| FC Bo’ness              | 3:0      | FC Peterhead           |
| Brechin City            | 1:3      | Edinburgh City         |
| Civil Service Strollers | 2:0      | Tarff Rovers           |
| FC Clyde                | 7:0      | Leith Athletic         |
| FC Dundee               | 10:1     | FC Fraserburgh         |
| Dundee United           | 14:0     | Nithsdale Wanderers    |
| Dunfermline Athletic    | 2:2      | Airdrieonians FC       |
| FC East Fife            | 1:2      | Celtic Glasgow         |
| FC East Stirlingshire   | 0:2      | Hamilton Academical    |
| Glasgow University      | 0:1      | FC Caledonian          |
| Heart of Midlothian     | 9:1      | FC Stenhousemuir       |
| Hibernian Edinburgh     | 3:1      | St. Cuthbert Wanderers |
| FC Inverness Citadel    | 0:7      | FC Kilmarnock          |
| FC King’s Park          | 7:0      | Falkirk Amateurs       |
| FC Montrose             | 2:0      | FC Mid-Annandale       |
| Greenock Morton         | 1:1      | Raith Rovers           |
| FC Motherwell           | 6:0      | FC Bathgate            |
| Murrayfield Amateurs    | 3:2      | FC Beith               |
| Partick Thistle         | 16:0     | FC Royal Albert        |
| Peebles Rovers          | 0:4      | FC Falkirk             |
| Queen of the South      | 2:3      | FC Cowdenbeath         |
| FC Queen’s Park         | 5:0      | Elgin City             |
| FC St. Bernard’s        | 6:2      | FC Stranraer           |
| FC St. Johnstone        | 3:2      | Forfar Athletic        |
| FC St. Mirren           | 3:1      | FC Clydebank           |
| Third Lanark            | 6:2      | Buckie Thistle         |

### Wiederholungsspiele
|                  | Ergebnis  |                      |
| ---------------- | --------- | -------------------- |
| Airdrieonians FC | 6:1       | Dunfermline Athletic |
| Raith Rovers     | 1:1 n. V. | Greenock Morton      |

### 2. Wiederholungsspiel
|                 | Ergebnis |              |
| --------------- | -------- | ------------ |
| Greenock Morton | *2:0 *   | Raith Rovers |

## 2. Runde
Ausgetragen wurden die Begegnungen zwischen dem 31. Januar und am 7. Februar 1931. Die Wiederholungsspiele fanden zwischen dem 4. und 11. Februar 1931 statt.
|                      | Ergebnis |                         |
| -------------------- | -------- | ----------------------- |
| FC Aberdeen          | 1:1      | Partick Thistle         |
| Hamilton Academical  | 2:2      | Hibernian Edinburgh     |
| FC Caledonian        | 2:7      | FC Falkirk              |
| FC Kilmarnock        | 3:2      | Heart of Midlothian     |
| FC Motherwell        | 4:1      | Albion Rovers           |
| Murrayfield Amateurs | 0:1      | Ayr United              |
| FC Queen’s Park      | 0:1      | Greenock Morton         |
| Glasgow Rangers      | 1:2      | FC Dundee               |
| Third Lanark         | 1:0      | Airdrieonians FC        |
| FC Clyde             | 1:1      | FC St. Mirren           |
| FC Bo’ness           | 4:2      | Alloa Athletic          |
| FC Cowdenbeath       | 1:1      | FC St. Johnstone        |
| Dundee United        | 2:3      | Celtic Glasgow          |
| FC King’s Park       | 1:1      | FC St. Bernard’s        |
| FC Arbroath          | 2:0      | Edinburgh City          |
| FC Montrose          | 1:0      | Civil Service Strollers |

### Wiederholungsspiele
|                     | Ergebnis  |                     |
| ------------------- | --------- | ------------------- |
| Hibernian Edinburgh | 5:2       | Hamilton Academical |
| Partick Thistle     | 0:3       | FC Aberdeen         |
| FC St. Mirren       | 3:1 n. V. | FC Clyde            |
| FC St. Bernard’s    | 1:0       | FC King’s Park      |
| FC St Johnstone     | 0:4       | FC Cowdenbeath      |

## Achtelfinale
Ausgetragen wurden die Begegnungen am 14. Februar 1931. Das Wiederholungsspiel fand am 18. Februar 1931 statt.
|                     | Ergebnis |                  |
| ------------------- | -------- | ---------------- |
| FC Bo’ness          | 1:0      | Ayr United       |
| FC Cowdenbeath      | 3:0      | FC St. Bernard’s |
| FC Dundee           | 1:1      | FC Aberdeen      |
| Hibernian Edinburgh | 0:3      | FC Motherwell    |
| FC Montrose         | 0:3      | FC Kilmarnock    |
| Greenock Morton     | 1:4      | Celtic Glasgow   |
| FC St. Mirren       | 2:0      | FC Falkirk       |
| Third Lanark        | 4:2      | FC Arbroath      |

### Wiederholungsspiel
|             | Ergebnis |           |
| ----------- | -------- | --------- |
| FC Aberdeen | 2:0      | FC Dundee |

## Viertelfinale
Ausgetragen wurden die Begegnungen am 28. Februar 1931. Die Wiederholungsspiele fanden am 3. und 4. März 1931 statt.
|                | Ergebnis |               |
| -------------- | -------- | ------------- |
| FC Bo’ness     | 1:1      | FC Kilmarnock |
| Celtic Glasgow | 4:0      | FC Aberdeen   |
| FC Cowdenbeath | 0:1      | FC Motherwell |
| Third Lanark   | 1:1      | FC St. Mirren |

### Wiederholungsspiele
|               | Ergebnis |              |
| ------------- | -------- | ------------ |
| FC Kilmarnock | 5:0      | FC Bo’ness   |
| FC St. Mirren | 3:0      | Third Lanark |

## Halbfinale
Ausgetragen wurden die Begegnungen am 14. März 1931.
|                | Ergebnis |               |
| -------------- | -------- | ------------- |
| Celtic Glasgow | *3:0 *   | FC Kilmarnock |
| FC Motherwell  | **1:0 ** | FC St. Mirren |

## Finale
| Celtic Glasgow                           | Celtic Glasgow | FC Motherwell | FC Motherwell |
| ---------------------------------------- | --- | --- | ------------- |
| Celtic Glasgow                           | \| Finale \| \| 11. April 1931 in Glasgow (Hampden Park) \| \| Ergebnis: 2:2 \| \| Zuschauer: 104.803 \| \| Schiedsrichter: P. Craigmyle \| \| Spielbericht \|                            | \| Finale \| \| 11. April 1931 in Glasgow (Hampden Park) \| \| Ergebnis: 2:2 \| \| Zuschauer: 104.803 \| \| Schiedsrichter: P. Craigmyle \| \| Spielbericht \|                             | FC Motherwell |
| Celtic Glasgow                           | John Thomson – Billy Cook, Peter McGonagle, Peter Wilson, Jimmy McStay, Chic Geatons, Bertie Thomson, Alec Thomson, Jimmy McGrory, Charlie Napier, Peter Scarff Cheftrainer: Willie Maley | Allan McClory – Johnny Johnman, Alex Hunter, Allan Craig, Willie Telfer, Hugh Wales, John Murdoch, John McMenemy, Willie MacFadyen, George Stevenson, Bob Ferrier Cheftrainer: John Hunter | FC Motherwell |
| Celtic Glasgow                           | Jimmy McGrory Allan Craig (Eigentor) | John McMenemy George Stevenson | FC Motherwell |
| Finale                                   | | |               |
| 11. April 1931 in Glasgow (Hampden Park) | | |               |
| Ergebnis: 2:2                            | | |               |
| Zuschauer: 104.803                       | | |               |
| Schiedsrichter: P. Craigmyle             | | |               |
| Spielbericht                             | | |               |

## Wiederholungsfinale
| Celtic Glasgow                           | Celtic Glasgow | FC Motherwell | FC Motherwell |
| ---------------------------------------- | --- | --- | ------------- |
| Celtic Glasgow                           | \| Finale \| \| 15. April 1931 in Glasgow (Hampden Park) \| \| Ergebnis: 4:2 (3:1) \| \| Zuschauer: 98.579 \| \| Schiedsrichter: P. Craigmyle \| \| Spielbericht \|                       | \| Finale \| \| 15. April 1931 in Glasgow (Hampden Park) \| \| Ergebnis: 4:2 (3:1) \| \| Zuschauer: 98.579 \| \| Schiedsrichter: P. Craigmyle \| \| Spielbericht \|                        | FC Motherwell |
| Celtic Glasgow                           | John Thomson – Billy Cook, Peter McGonagle, Peter Wilson, Jimmy McStay, Chic Geatons, Bertie Thomson, Alec Thomson, Jimmy McGrory, Charlie Napier, Peter Scarff Cheftrainer: Willie Maley | Allan McClory – Johnny Johnman, Alex Hunter, Allan Craig, Willie Telfer, Hugh Wales, John Murdoch, John McMenemy, Willie MacFadyen, George Stevenson, Bob Ferrier Cheftrainer: John Hunter | FC Motherwell |
| Celtic Glasgow                           | 1:0 Bertie Thomson (9.) 2:1 Jimmy McGrory (??.) 3:1 Bertie Thomson (??.) 4:2 Jimmy McGrory (86.)                                                                                          | 1:1 John Murdoch (26.) 3:2 George Stevenson (??.) | FC Motherwell |
| Finale                                   | | |               |
| 15. April 1931 in Glasgow (Hampden Park) | | |               |
| Ergebnis: 4:2 (3:1)                      | | |               |
| Zuschauer: 98.579                        | | |               |
| Schiedsrichter: P. Craigmyle             | | |               |
| Spielbericht                             | | |               |